# Maurolicus
Maurolicus – rodzaj morskich ryb wężorokształtnych z rodziny przeźreniowatych (Sternoptychidae).

## Klasyfikacja
Gatunki zaliczane do tego rodzaju:
- Maurolicus amethystinopunctatus
- Maurolicus australis
- Maurolicus breviculus
- Maurolicus imperatorius
- Maurolicus inventionis
- Maurolicus japonicus
- Maurolicus javanicus
- Maurolicus kornilovorum
- Maurolicus mucronatus
- Maurolicus muelleri – mauryk[3]
- Maurolicus parvipinnis
- Maurolicus rudjakovi
- Maurolicus stehmanni
- Maurolicus walvisensis
- Maurolicus weitzmani

Gatunkiem typowym jest Maurolicus amethystinopunctatus.